# Spoorlijn Belfast - Bangor
De Spoorlijn Belfast - Bangor is een spoorlijn van Great Victoria Street in Belfast naar Bangor in het graafschap Down. De lijn werd aangelegd door de Belfast and County Down Railway halverwege de 19e eeuw. In 1846 werd het traject tot Holywood in gebruik genomen. In 1865 werd de lijn doorgetrokken tot Bangor.